# Great Salt Lake
Het Great Salt Lake (Nederlands: Groot Zoutmeer) is een endoreïsch zoutwatermeer in de Amerikaanse staat Utah gelegen direct ten westen van Salt Lake City op een hoogte van 1.280 meter boven zeeniveau.

## Geografie
Het Great Salt Lake meet, afhankelijk van het waterpeil, ongeveer 120 bij 48 kilometer en heeft een oppervlakte van zo'n 5.100 km², nadat het aan het einde van de jaren 1980 een maximale oppervlakte van bijna 6.000 km² had bereikt. De saliniteit (het zoutgehalte) van het meer ligt tussen de 5 en 27% en is daarmee veel hoger dan dat van zeewater. De reden voor het hoge zoutgehalte is het feit dat het Great Salt Lake, net als veel andere zoutmeren geen afvloeiing heeft naar zee. De mineralen in het water van de rivieren die het meer voeden blijven dus aanwezig, terwijl het water deels verdampt, wat het zoutgehalte doet toenemen. Alleen het Don Juanmeer in Antarctica (40%), het Assalmeer in Djibouti (35%), Garabogazköl in Turkmenistan (34%) en de Dode Zee in Israël (33%) hebben een hoger zoutgehalte.
Het meer is een vrij ondiep restant van het prehistorische Lake Bonneville dat grote delen van het Great Basin bedekte. Het heeft een gemiddelde diepte van 4,2 meter en een maximale diepte van 12 meter. Door de geringe diepte en de geleidelijke glooiing van de bodem van het meer heeft een kleine variatie in het waterpeil een grote verandering van de oppervlakte van het meer tot gevolg. De belangrijkste rivieren die het meer voeden zijn de Bear, Weber en Ogden. Er bevinden zich meerdere eilanden in het meer waarvan Antelope Island het grootste is. Het meer wordt omringd door zoutmoerassen, zoutvlakten en duinen. Het Great Salt Lake wordt door een dijk in twee delen gedeeld.

## Ecologie
Door het hoge zoutgehalte is het meer onbewoonbaar voor vele soorten die men gewoonlijk in een meer aantreft. In het water vindt men slechts enkele diersoorten, waaronder de kreeftachtige soort Artemia franciscana. Wel zijn er vele vogelsoorten aan te treffen rondom het meer, en op de eilanden erin. Vooral ten oosten en ten noorden van het meer vindt men zoutmoerassen die vele vogels huisvesten.